# Estação Sakiat Mekki
Sakiat Mekki (do árabe:ساقية مكية) é uma das estações da linha 2 do metro do Cairo, no Egipto. A estação foi inaugurada em 17 de janeiro de 2005 juntamente com a estação terminal El Mounib.

## Toponímia
A estação Sakiat Mekki  tem o seu nome relacionado e uma roda d'água que existia na área de Gizé. Um povoado foi construído no caminho para Meca para fornecer água potável aos peregrinos em seu caminho para Meca. Como consequência o local passou a ser conhecido como Sakiat Mekky (roda d'água de Mekky).

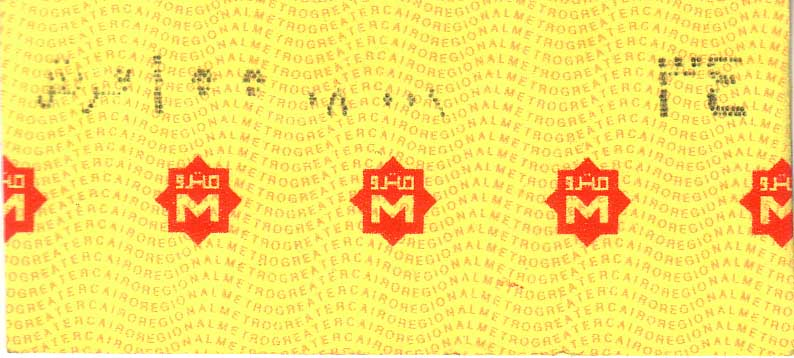
Ticket padrão utilizado no Metro do Cairo.